# المخيم الهندي
المخيم الهندي (بالإنجليزية: Indian Camp)‏ قصة قصيرة من تأليف الكاتب الأمريكي إرنست همنغواي. القصة نُشِرت للمرة الأولى في 1924 في مجلة فورد مادوكس فورد الأدبية «ذا ترانساتلانتيك رفيو» (The Transatlantic Review)، ومن ثمَّ اُعِيد نشرها في 1925 في مجموعة همنغواي القصصية الأولى «في وقتنا» (In Our Time). نيك آدامز الشخصية المتكررة في أعمال همنغواي، التي بُنِيت على شخصيته الحقيقية، تظهر للمرة الأولى في هذه القصة. والقصة تُروَى من منظور نيك، وهو في هذه القصة لا يزال طفلاً. كتب همنغواي القصة شهرين بعد ولادة ابنه جون في 10 أكتوبر من العام 1923، ويقترح كينيث لين أن تكون ولادة ابنه ألهمت همنغواي كتابة هذه القصة، خاصة أن موضوع الولادة من عناصر هذه القصة. في البداية كتب همنغواي «المخيم الهندي» في مخطوطة من 29 صفحة غير معنونة، ثُمَّ تخلَّص من أجزاء منها حتى أصبحت 7 صفحات فقط، وخطَّط في البداية أن يُسمِّيها «في ليلة من الصيف الماضي»، ثمَّ عدل إلى العنوان الحالي ونشرها في مجلة صديقه فورد مادوكس فورد، ثُمَّ نُشِرت مجدداً في المجموعة القصصية «في وقتنا» وطُبع من المجموعة 1335 نسخة، ونُشِرت مرة أخرى في «قصص نيك آدامز» في 1972 إلى جانب قطعة من الأجزاء التي تخلص منها همنغواي سابقاً تحت مسمَّى «ثلاث طلقات».
في القصة والد نيك آدامز هو طبيب القرية، ويتمُّ استدعاءه إلى مخيم للهنود الحمر (سكان أمريكا الأصليون) للقيام بعملية توليد قيصرية يضطر فيها إلى استخدام سكين جيب، ويساعده في العملية ابنه نيك، بعد العملية يُعثَر على جثة الزوج الذي انتحر بشقِّ عنقه أثناء العملية. أسلوب همنغواي في القصة تصويري، ويظهر أسلوبه المميز المُسمَّى «الجبل الجليدي» بوضوح.